# Gerhard Sattel

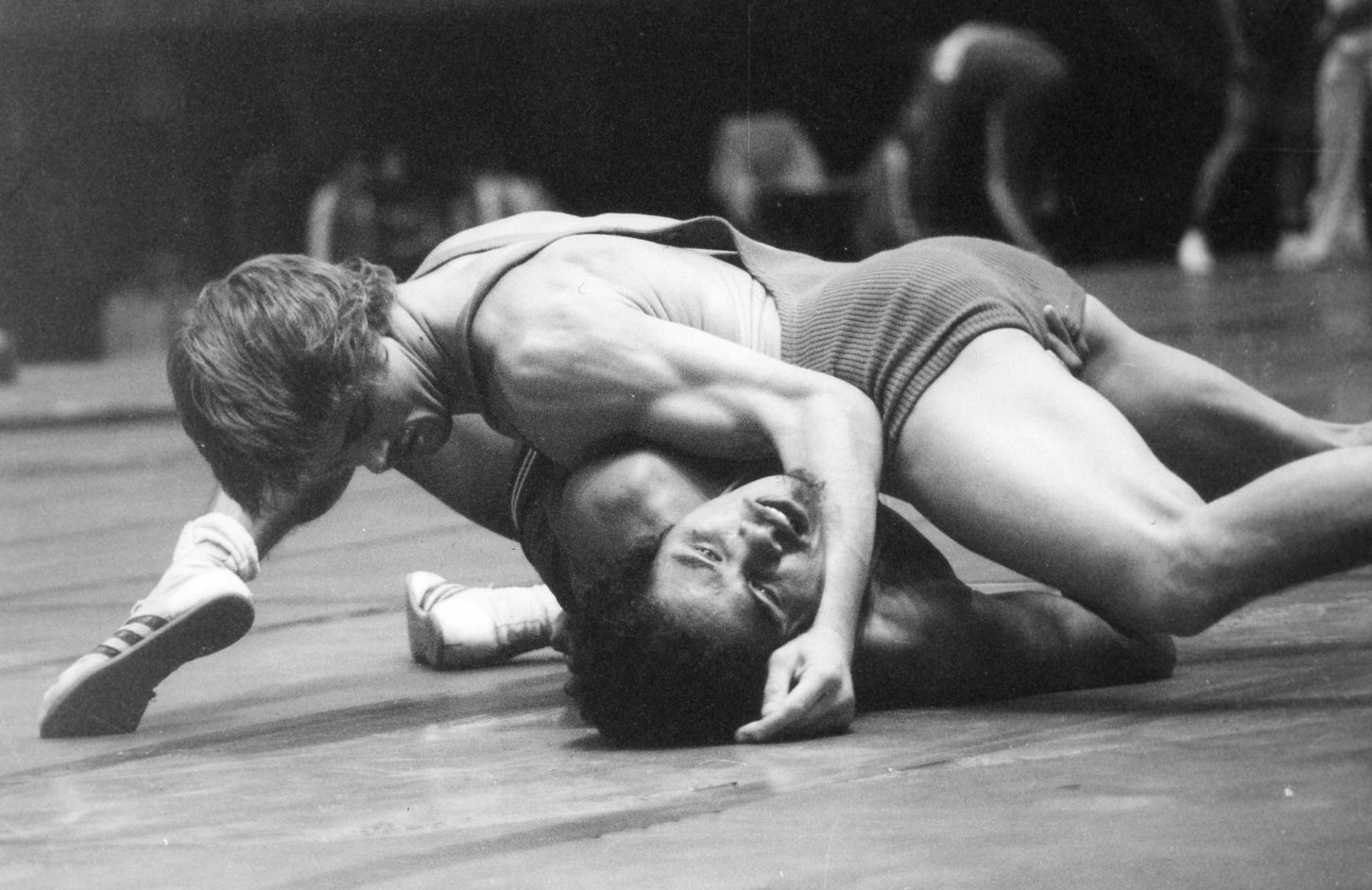
Gerhard Sattel (in Oberlage) bei einem WM-Kampf in Mexiko-Stadt 1978

Gerhard Sattel (* 2. Januar 1956 in Ludwigshafen am Rhein) ist ein ehemaliger deutscher Ringer.

## Werdegang
Gerhard Sattel begann als Jugendlicher beim VfK Schifferstadt mit dem Ringen. Unter den Fittichen seines damaligen Trainers Hermann Fouquet und später unter Paul Neff entwickelte sich das Schifferstadter Urgestein Ende der 1970er Jahre zu einem der besten Freistilringer Deutschlands.
Mit 14 Jahren bestritt Gerhard Sattel seine ersten Bundesligakämpfe. Einer seiner damaligen Mannschaftskameraden beim VfK Schifferstadt war der legendäre Wilfried Dietrich. Gerhard Sattel war 15 Jahre lang Stammringer und zeitweise Mannschaftskapitän des VfK Schifferstadt sowie Landestrainer im Freistil. Der psychisch und physisch starke Leichtgewichtler (bis 68 kg) stellte sich immer in den Dienst seiner Mannschaft, kämpfte im Weltergewicht (bis 74 kg), Halbschwergewicht (bis 82 kg) und sogar im Federgewicht (bis 62 kg), wenn es für den Erfolg der Mannschaft erforderlich war.
Gerhard Sattel wurde 1975 in den Kreis der Nationalmannschaft berufen. Mit seinen Nationalmannschaftskameraden Martin Knosp, Adolf Seger, Peter Neumair, Eduard Giray, den Brüdern Passarelli sowie Rolf Krauß nahm Sattel von 1976 bis 1980 an zahlreichen Turnieren und Lehrgängen teil. Er qualifizierte sich für die Europameisterschaften in Bursa (1977), Sofia (1978) und Bukarest (1979) sowie für die Weltmeisterschaften in Lausanne (1977), Mexiko-Stadt (1978) und San Diego (1979). Eine Teilnahme an den Olympischen Spielen 1980 blieb ihm durch den politisch motivierten Boykott der Moskauer Spiele verwehrt.
Heute lebt Gerhard Sattel mit seiner Frau Christiane im Raum Neustadt an der Weinstraße.

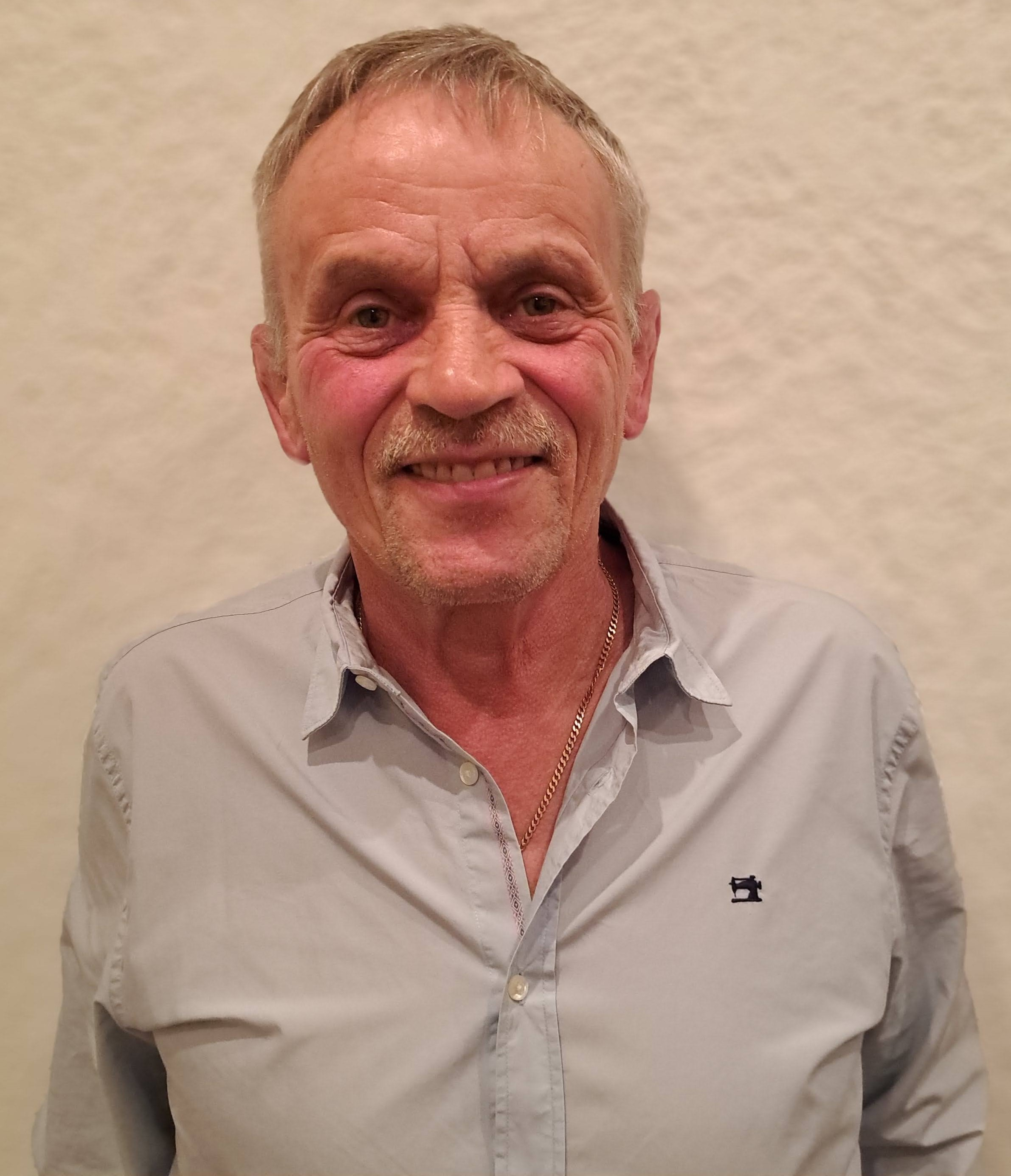
Gerhard Sattel (2022)

## Internationale Meisterschaften

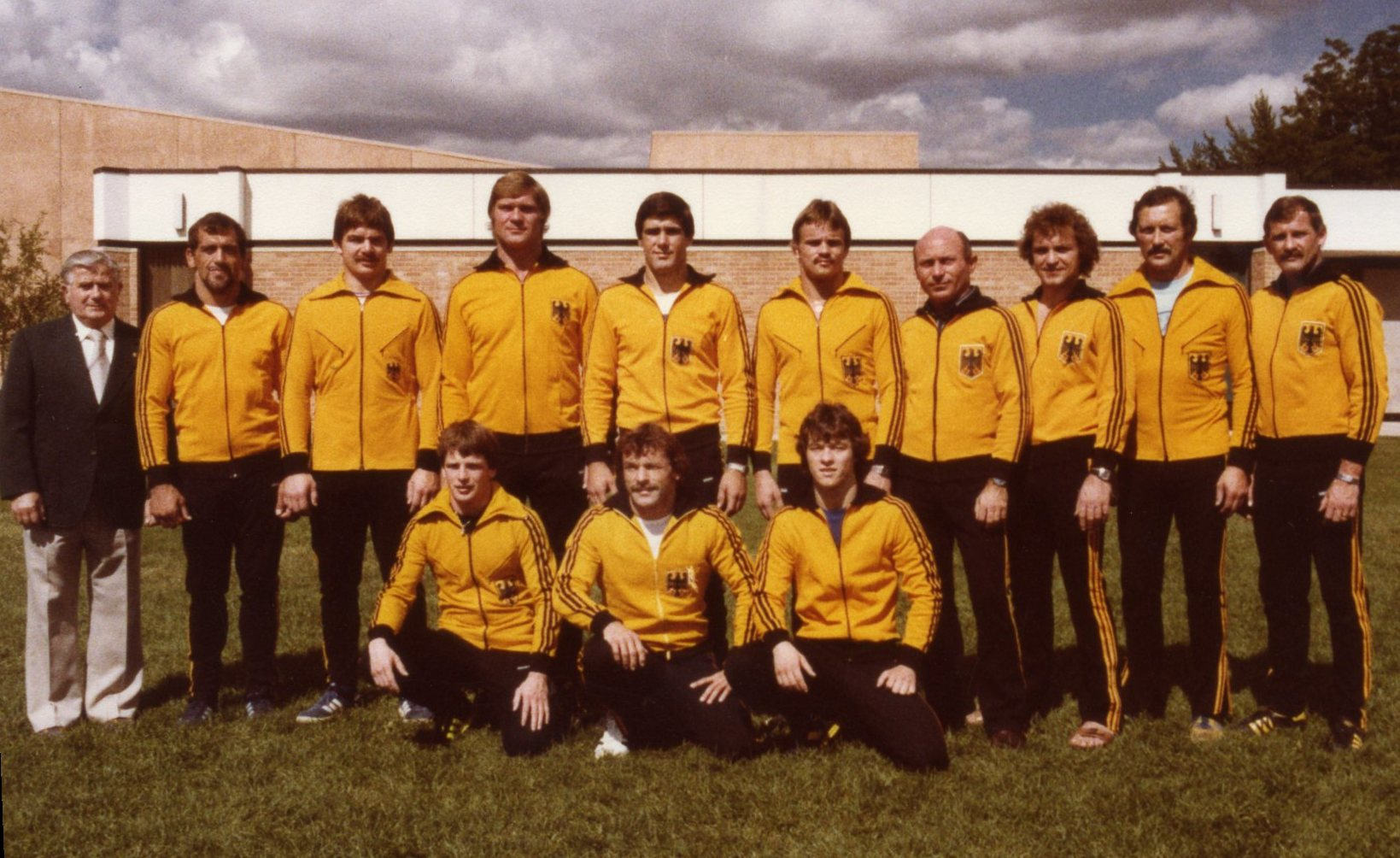
Deutsche Nationalmannschaft Freistilringen 1978 (Gerhard Sattel in der hinteren Reihe, Fünfter von rechts)

- 1974: 1. Platz, Internationales Turnier in Kirrlach
- 1974: 2. Platz, Großer Preis der Bundesrepublik Deutschland in Freiburg
- 1975: 2. Platz, Internationales Turnier in Israel (DRB)
- 1975: 8. Platz, Internationales Turnier im Iran (DRB)
- 1976: 4. Platz, Großer Preis der Bundesrepublik Deutschland in Freiburg
- 1977: 5. Platz, Internationales Turnier in Lodz (DRB)
- 1977: 4. Platz, Europameisterschaften in Bursa
- 1977: 15. Platz, Weltmeisterschaften in Lausanne
- 1978: 2. Platz, Großer Preis der Bundesrepublik Deutschland in Freiburg
- 1978: 1. Platz, Turnier in Griechenland (DRB)
- 1978: 8. Platz, Europameisterschaften in Sofia
- 1978: 7. Platz, Weltmeisterschaften in Mexiko-Stadt
- 1979: 5. Platz, Turnier in Rumänien (DRB)
- 1979: keine Platzierung wg. Verletzung, Europameisterschaften in Bukarest
- 1979: 10. Platz, Weltmeisterschaften in San Diego (bis 68 kg)

## Deutsche Meisterschaften

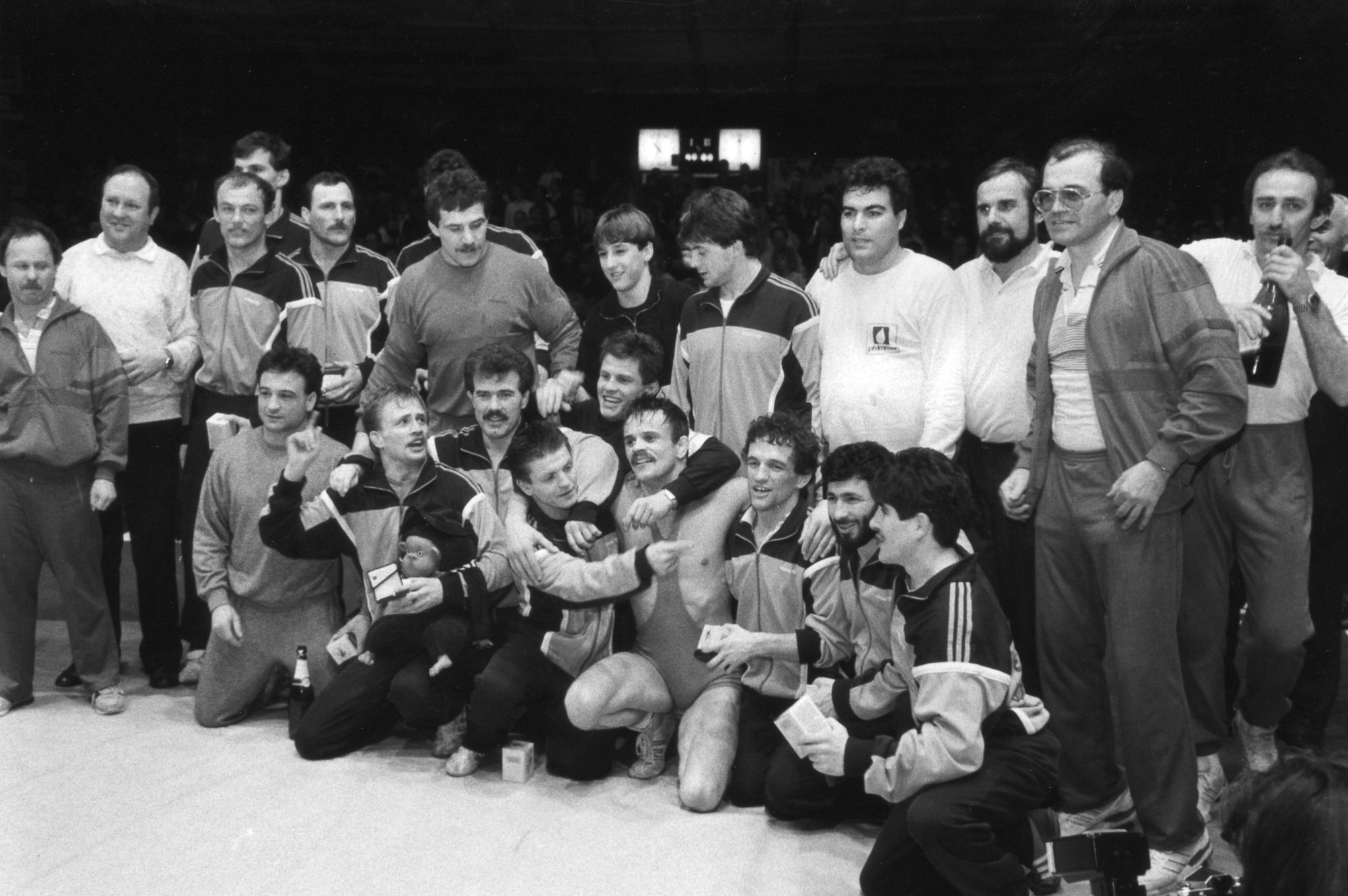
Deutscher Mannschaftsmeister mit dem VfK Schifferstadt 1988 (Gerhard Sattel in der vorderen Reihe, Vierter von rechts)

- 1970: Erster Bundesligakampf, Bantamgewicht (bis 57 kg)
- 1971: 4. Platz, Deutsche Juniorenmeisterschaften im Freistil
- 1971: 1. Platz, Deutsche Juniorenmeisterschaften (Mannschaftsmeister mit dem VfK Schifferstadt)
- 1973: 3. Platz, Deutsche Juniorenmeisterschaften
- 1974: 1. Platz, Deutsche Juniorenmeisterschaften
- 1975: 1. Platz, Deutsche Juniorenmeisterschaften
- 1975: 1. Platz, Deutsche Juniorenmeisterschaften (Mannschaftsmeister mit dem VfK Schifferstadt)
- 1975: 2. Platz, Deutsche Seniorenmeisterschaften
- 1976: 2. Platz, Deutsche Juniorenmeisterschaften
- 1977: 1. Platz, Deutsche Seniorenmeisterschaften
- 1978: 1. Platz, Deutsche Seniorenmeisterschaften
- 1979: 1. Platz, Deutsche Seniorenmeisterschaften (Mannschaftsmeister mit dem KSV Aalen)
- 1980: 3. Platz, Deutsche Seniorenmeisterschaften (bis 68 kg)
- 1981: 2. Platz, Deutsche Seniorenmeisterschaften (bis 68 kg)
- 1981: 1. Platz, Deutsche Seniorenmeisterschaften (bis 68 kg)
- 1988: 1. Platz, Deutsche Seniorenmeisterschaften (Mannschaftsmeister mit dem VfK Schifferstadt)

## Auszeichnungen

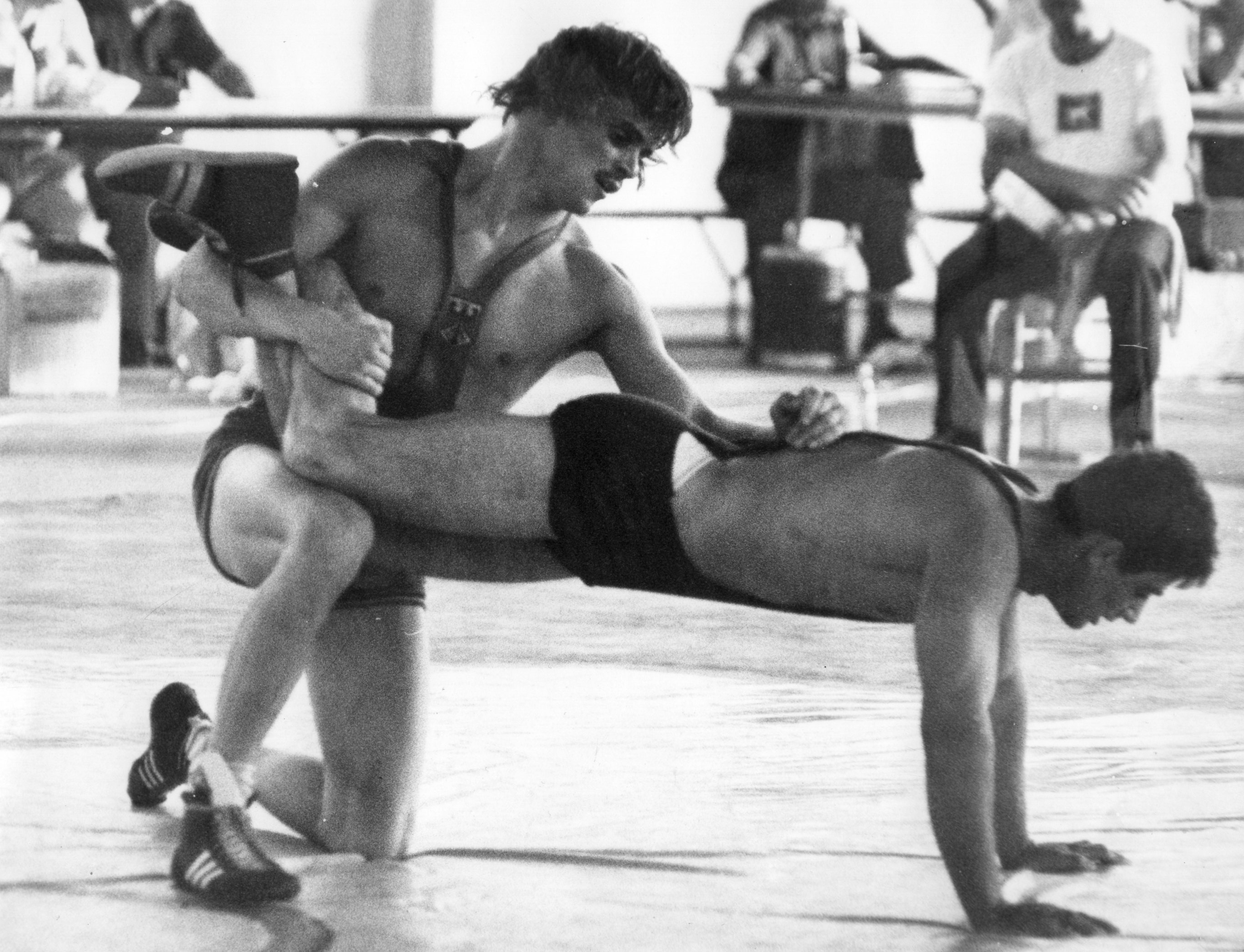
Gerhard Sattel (links) in Aktion bei einem internationalen Turnier in Griechenland 1978

- 1974: Meisterschaftsplakette des Landessportbundes Rheinland-Pfalz
- 1975: Meisterschaftsplakette des Landessportbundes Rheinland-Pfalz in Silber
- 1975: Ehrenpreis des Kreises Ludwigshafen und der Stadt Schifferstadt
- 1978: Meisterschaftsplakette des Landessportbundes Rheinland-Pfalz in Gold
- 1979: Anerkennungsurkunde des Landessportbundes Rheinland-Pfalz
- 1980: Ehrenmedaille der Stadt Schifferstadt
- 1981: Silberne Länderkampfnadel mit Verdiensturkunde des Deutschen Ringer-Bundes
- 1981: Sportplakette des Landessportbundes Rheinland-Pfalz in Gold